# Летище Ванкувър
Международно летище Ванкувър (Vancouver International Airport) е второто по големина летище в Канада. Разположено е на остров Сий Айлънд, в Ричмънд, Канада, на около 12 км от центъра на Ванкувър.

## Дейност
За 2007 е второто по натовареност летище в Канада след Торонто Пиърсън с 326 026 полета и 17.5 милиона обслужени пътници. За същата година летището печели наградата на Skytrax за „Най-добро летище в Северна Америка“. Поради разположението си на тихоокеанското крайбрежие, се смята за „входната врата“ на Северна Америка към Азия.
През 2010 с оглед на Зимните олимпийски игри, които ще се проведат в града, се очаква броят на преминалите пътници да достигне 22 милиона.

## Терминали
Летището разполага с 4 терминала:
- Вътрешни полети (построен 1968)
- Международен терминал
- Трансграничен (най-новият терминал 1990)
- Южен терминал

1. ↑  www.yvr.ca